# روزان-جی
روزان-جی (به ژاپنی: 廬山寺 Rozan-ji)، یک معبد بودایی تندای در  کامیگیو، کیوتو، کیوتو و معبد اصلی (honzan) فرقه انجو Enjo (圓浄) است.